# ソルテ
ソルテ(英: Sorte)は、日本の競走馬である。主な勝ち鞍は2016年のさきたま杯（JpnII）。

## 経歴

### 2歳（2012年）
2012年9月17日、大井競馬場の2歳新馬でデビュー。最低人気での出走だったが3着に入る。2戦目のはつかり特別で初勝利を挙げる。次走のはくたか特別は4着となり、9番人気で迎えた初重賞のハイセイコー記念は直線を向くと外から瞬時に抜け出し、後続に3馬身差の完勝、初重賞制覇となった。次走は交流重賞Jpn1の全日本2歳優駿に出走し、7着に敗れる。

### 3歳（2013年）
3歳初戦のニューイヤーカップはスタートより3～4番手好位に付け、3コーナーでは馬なりで先頭に立ち、直線ではさらに差を広げ9馬身差の圧勝、重賞2勝目を飾る。なおこの勝利が鞍上金子正彦にとり最後の重賞制覇となった。続く京浜盃は3着、南関3冠第1戦の羽田盃はアウトジェネラルに4馬身離された2着となる。続く3冠2戦目の東京ダービーは好位から競馬をするが3着、ジャパンダートダービーは途中先頭に出るも6着に敗れる。4か月の休み明けとなったマイルグランプリは初の古馬との対戦だったが3着を確保。続く勝島王冠は6着に敗退。次走のおおとりオープンを1馬身1/4差で勝利する。このレース以降、引退まで1400m～1600mのレースを使われる。

### 4歳（2014年）
年明けの多摩川オープンを勝利し連勝を飾ると、次走のフジノウェーブ記念は3/4差の2着、柏の葉オープンは1倍台の人気に推されるも2着となり、続く川崎マイラーズ、京成盃グランドマイラーズでも2着に入り、4戦連続2着となる。その後はサンタアニタトロフィー10着。この先主戦となる、金沢所属の吉原寛人が騎乗したマイルグランプリは4着、ゴールドカップは2着となる。

### 5歳（2015年）
前年と同じく多摩川オープンを5馬身差で勝利する。フジノウェーブ記念は12着と惨敗するが、隅田川オープンを勝利し、ここから連勝街道が始まる。次走、川崎マイラーズは2番手でレースを進め、3～4コーナーで先頭に立つと直線で後続を突き放し、5馬身差をつけ優勝。続く、京成盃グランドマイラーズは前走と同じく2番手から3～4コーナーで先頭に立ち、2着トーセンアドミラルに8馬身差をつけ圧勝。さらに、サンタアニタトロフィーも横綱相撲の競馬で、追いすがるケイアイレオーネに2馬身半差をつけ、重賞3連勝を飾る。4か月明けのマイルグランプリは先手を取ると、そのまま直線に入って後続を突き放し3馬身半差をつけ優勝。ゴールドカップはレース直前に放馬するも、レースでは逃げると直線差を広げて、5馬身差をつけ圧勝した。

### 6歳（2016年）
6歳になっても連勝は止まらず、フジノウェーブ記念は1.2倍の1番人気に推されると、3コーナー過ぎで先頭に立ち、直線でも確かな脚色で他馬を完封し、2馬身半差で勝利で7連勝、重賞6連勝となった。次走は、交流重賞のJpnIかしわ記念を選択、中央勢が人気を集め6番人気での出走となるが、先手を取るとコパノリッキーには交わされるもののモーニン、ノンコノユメ相手に2着を確保する。さらに、中央交流のさきたま杯に出走し、レースは好スタートから逃げると、2着ベストウォーリア以下に1馬身半差をつけ優勝、交流重賞初勝利を飾った。3か月ぶりの実戦となったテレ玉杯オーバルスプリントは1番人気となったが、レーザーバレットに半馬身交わされ2着に惜敗。川崎で行われたJBCスプリントは中央勢がいる中2番人気に推されるも6着に敗れる。

### 7歳（2017年）
1月11日に2016年NARグランプリが発表され、年度代表馬に選ばれる。また、4歳以上最優秀牡馬、最優秀短距離馬のトリプル受賞となった。4か月の休み明けとなったフジノウェーブ記念は59㎏を背負わされたのが利いたのか10着と大敗する。その後は怪我をし休養に入る。9か月ぶりのレースとなったゴールドカップに出走、2番手の追走から4コーナーで先頭に立つと、直線でもしぶとい粘りを発揮し、アタマ差で重賞10勝目を挙げた。
このレースを最後に引退し、12月27日に大井競馬場で引退式が行われ、主戦の吉原は「一緒に夢を見れたことが一生の宝物」と語った。

### 引退後
その後はクラックステーブルで種牡馬入りし、2020年は1頭種付けされた。
2021年からは太平洋ナショナルスタッドで供用されている。

## 競走成績
以下の内容は、JBISサーチおよびnetkeiba.comに基づく。
| 競走日     | 競馬場 | 競走名                     | 格     | 距離（馬場）  | 頭 数 | 枠 番 | 馬 番 | オッズ （人気） | 着順 | タイム （上がり3F） | 着差 | 騎手      | 斤量 [kg] | 1着馬（2着馬）         | 馬体重 [kg] |
| ---------- | ------ | -------------------------- | ------ | ------------- | ----- | ----- | ----- | --------------- | ---- | ------------------- | ---- | --------- | --------- | ---------------------- | ----------- |
| 2012.09.17 | 大井   | 2歳新馬                    |        | ダ1200m（良） | 6     | 5     | 5     | 021.70（6人）   | 03着 | R1:15.1（38.9）     | -0.2 | 0山崎誠士 | 54        | マリンフレイバー       | 450         |
| 0000.10.01 | 大井   | はつかり特別               |        | ダ1200m（稍） | 14    | 3     | 4     | 008.80（4人）   | 01着 | R1:15.2（38.6）     | -0.0 | 0金子正彦 | 54        | （サブノランマル）     | 451         |
| 0000.10.22 | 大井   | はくたか特別               |        | ダ1600m（稍） | 13    | 8     | 13    | 039.9（10人）   | 04着 | R1:44.4（40.1）     | -0.1 | 0金子正彦 | 55        | ナリチュウドラゴン     | 447         |
| 0000.11.14 | 大井   | ハイセイコー記念           | SII    | ダ1600m（重） | 14    | 5     | 7     | 022.80（9人）   | 01着 | R1:43.2（40.3）     | -0.6 | 0金子正彦 | 55        | （ヴェリイブライト）   | 452         |
| 0000.12.19 | 川崎   | 全日本2歳優駿              | JpnI   | ダ1600m（良） | 14    | 8     | 13    | 032.60（9人）   | 07着 | R1:43.1（39.9）     | -1.2 | 0金子正彦 | 55        | サマリーズ             | 449         |
| 2013.01.16 | 浦和   | ニューイヤーC              | SIII   | ダ1600m（不） | 11    | 5     | 5     | 004.30（3人）   | 01着 | R1:42.0（38.1）     | -1.8 | 0金子正彦 | 56        | （アメイジア）         | 457         |
| 0000.03.27 | 大井   | 京浜盃                     | SII    | ダ1700m（良） | 16    | 1     | 2     | 004.20（3人）   | 04着 | R1:47.9（38.8）     | -0.8 | 0金子正彦 | 56        | ジェネラルグラント     | 470         |
| 0000.04.24 | 大井   | 羽田盃                     | SI     | ダ1800m（重） | 11    | 3     | 3     | 006.60（3人）   | 02着 | R1:53.6（37.1）     | -0.8 | 0真島大輔 | 56        | アウトジェネラル       | 465         |
| 0000.06.05 | 大井   | 東京ダービー               | SI     | ダ2000m（良） | 14    | 8     | 14    | 015.80（5人）   | 03着 | R2:07.5（39.7）     | -0.3 | 0真島大輔 | 56        | インサイドザパーク     | 461         |
| 0000.07.10 | 大井   | ジャパンDダービー          | JpnI   | ダ2000m（良） | 16    | 3     | 6     | 124.7（10人）   | 06着 | R2:07.1（39.7）     | -2.3 | 0真島大輔 | 56        | クリソライト           | 461         |
| 0000.11.06 | 大井   | マイルグランプリ           | SII    | ダ1600m（重） | 16    | 1     | 1     | 004.80（3人）   | 03着 | R1:39.9（38.5）     | -0.3 | 0和田譲治 | 55        | トーセンアドミラル     | 464         |
| 0000.11.27 | 大井   | 勝島王冠                   | SIII   | ダ1800m（不） | 16    | 4     | 8     | 005.10（3人）   | 06着 | R1:53.1（39.2）     | -1.6 | 0和田譲治 | 56        | ガンマーバースト       | 465         |
| 0000.12.31 | 大井   | おおとりOP                 | OP     | ダ1600m（良） | 14    | 8     | 14    | 003.70（2人）   | 01着 | R1:41.0（39.0）     | -0.3 | 0和田譲治 | 57        | （フォーティファイド） | 474         |
| 2014.01.30 | 川崎   | 多摩川OP                   | OP     | ダ1600m（稍） | 14    | 6     | 9     | 002.90（2人）   | 01着 | R1:41.0（39.0）     | -0.4 | 0和田譲治 | 57        | （ナムラオウドウ）     | 475         |
| 0000.02.26 | 大井   | フジノウェーブ記念         | SIII   | ダ1400m（良） | 15    | 2     | 3     | 005.90（3人）   | 02着 | R1:25.2（36.0）     | -0.1 | 0和田譲治 | 58        | ジェネラルグラント     | 482         |
| 0000.04.08 | 船橋   | 柏の葉OP                   | OP     | ダ1600m（稍） | 12    | 8     | 11    | 001.80（1人）   | 02着 | R1:41.7（39.1）     | -0.0 | 0和田譲治 | 57        | スマートジョーカー     | 485         |
| 0000.05.21 | 川崎   | 川崎マイラーズ             | SIII   | ダ1600m（不） | 11    | 7     | 8     | 002.40（1人）   | 02着 | R1:39.0（38.6）     | -0.6 | 0和田譲治 | 57        | サトノタイガー         | 483         |
| 0000.06.18 | 船橋   | 京成盃Gマイラーズ          | SIII   | ダ1600m（良） | 14    | 1     | 1     | 003.80（2人）   | 02着 | R1:39.4（37.4）     | -0.3 | 0和田譲治 | 56        | トーセンアドミラル     | 484         |
| 0000.07.30 | 大井   | サンタアニタT              | SIII   | ダ1600m（良） | 16    | 4     | 7     | 007.40（4人）   | 10着 | R1:40.3（39.8）     | -1.3 | 0張田京   | 57        | セイントメモリー       | 480         |
| 0000.10.22 | 大井   | マイルグランプリ           | SII    | ダ1600m（不） | 16    | 2     | 3     | 011.10（5人）   | 04着 | R1:40.1（40.3）     | -0.5 | 0吉原寛人 | 57        | セイントメモリー       | 486         |
| 0000.12.11 | 浦和   | ゴールドC                  | SIII   | ダ1500m（稍） | 12    | 5     | 6     | 007.50（3人）   | 02着 | R1:34.5（39.4）     | -0.0 | 0吉原寛人 | 58        | リアライズリンクス     | 500         |
| 2015.01.29 | 川崎   | 多摩川OP                   | OP     | ダ1600m（稍） | 14    | 4     | 6     | 001.50（1人）   | 01着 | R1:43.1（38.1）     | -1.0 | 0吉原寛人 | 57        | （イーサンヘイロー）   | 501         |
| 0000.02.25 | 大井   | フジノウェーブ記念         | SIII   | ダ1400m（重） | 15    | 8     | 16    | 003.90（2人）   | 12着 | R1:27.3（39.5）     | -2.7 | 0吉原寛人 | 58        | セイントメモリー       | 501         |
| 0000.03.17 | 大井   | 隅田川OP                   | OP     | ダ1600m（重） | 10    | 4     | 4     | 002.20（1人）   | 01着 | R1:39.5（38.4）     | -0.2 | 0矢野貴之 | 57        | （ムサシキングオー）   | 496         |
| 0000.05.13 | 川崎   | 川崎マイラーズ             | SIII   | ダ1600m（重） | 12    | 6     | 8     | 001.80（1人）   | 01着 | R1:42.3（40.3）     | -1.0 | 0吉原寛人 | 57        | （ファイヤープリンス） | 501         |
| 0000.06.17 | 船橋   | 京成盃Gマイラーズ          | SIII   | ダ1600m（重） | 13    | 6     | 10    | 002.60（1人）   | 01着 | R1:39.5（39.5）     | -1.6 | 0吉原寛人 | 56        | （トーセンアドミラル） | 502         |
| 0000.07.29 | 大井   | サンタアニタT              | SIII   | ダ1600m（良） | 15    | 2     | 4     | 001.50（1人）   | 01着 | R1:38.8（38.3）     | -0.5 | 0吉原寛人 | 57.5      | （ケイアイレオーネ）   | 503         |
| 0000.11.04 | 大井   | マイルグランプリ           | SII    | ダ1600m（重） | 14    | 4     | 6     | 001.40（1人）   | 01着 | R1:39.4（38.3）     | -0.7 | 0吉原寛人 | 57        | （ムサシキングオー）   | 500         |
| 0000.12.22 | 浦和   | ゴールドC                  | SIII   | ダ1500m（良） | 12    | 7     | 9     | 001.50（1人）   | 01着 | R1:33.2（38.3）     | -0.9 | 0吉原寛人 | 58        | （タイムズアロー）     | 504         |
| 2016.02.24 | 大井   | フジノウェーブ記念         | SIII   | ダ1400m（重） | 16    | 3     | 6     | 001.20（1人）   | 01着 | R1:25.5（37.8）     | -0.5 | 0吉原寛人 | 58        | （ドレッドノート）     | 510         |
| 0000.05.05 | 船橋   | かしわ記念                 | JpnI   | ダ1600m（稍） | 12    | 5     | 6     | 030.00（6人）   | 02着 | R1:39.9（38.0）     | -0.7 | 0吉原寛人 | 57        | コパノリッキー         | 501         |
| 0000.06.01 | 浦和   | さきたま杯                 | JpnII  | ダ1400m（良） | 12    | 4     | 4     | 002.60（2人）   | 01着 | R1:25.9（36.4）     | -0.3 | 0吉原寛人 | 56        | （ベストウォーリア）   | 501         |
| 0000.09.15 | 浦和   | テレ玉杯オーバルスプリント | JpnIII | ダ1400m（良） | 12    | 4     | 4     | 002.10（1人）   | 02着 | R1:25.9（38.2）     | -0.1 | 0吉原寛人 | 57        | レーザーバレット       | 508         |
| 0000.11.03 | 川崎   | JBCスプリント              | JpnI   | ダ1400m（重） | 12    | 5     | 6     | 003.20（2人）   | 06着 | R1:29.3（40.2）     | -2.1 | 0吉原寛人 | 57        | ダノンレジェンド       | 512         |
| 2017.03.08 | 大井   | フジノウェーブ記念         | SIII   | ダ1400m（稍） | 15    | 5     | 10    | 001.40（1人）   | 10着 | R1:28.3（40.3）     | -1.8 | 0吉原寛人 | 59        | ケイアイレオーネ       | 498         |
| 0000.12.20 | 浦和   | ゴールドC                  | SII    | ダ1400m（稍） | 12    | 7     | 10    | 004.80（3人）   | 01着 | R1:27.8（38.1）     | -0.0 | 0吉原寛人 | 58        | （ケイアイレオーネ）   | 508         |

## 血統表
| ソルテの血統                    | ソルテの血統                                       | ソルテの血統       | （血統表の出典）   | （血統表の出典） |
| 父系                            | ロベルト系                                         | ロベルト系         | ロベルト系         | [ § 2 ]          |
| 父 タイムパラドックス 1998 栗毛 | 父の父*ブライアンズタイム Brian's Time 1985 黒鹿毛 | Roberto            | Hail to Reason     | Hail to Reason   |
| 父 タイムパラドックス 1998 栗毛 | 父の父*ブライアンズタイム Brian's Time 1985 黒鹿毛 | Roberto            | Bramalea           |                  |
| 父 タイムパラドックス 1998 栗毛 | 父の父*ブライアンズタイム Brian's Time 1985 黒鹿毛 | Kelley's Day       | Graustark          | Graustark        |
| 父 タイムパラドックス 1998 栗毛 | 父の父*ブライアンズタイム Brian's Time 1985 黒鹿毛 | Kelley's Day       | Golden Trail       |                  |
| 父 タイムパラドックス 1998 栗毛 | 父の母*ジョリーザザ Jolie Zaza 1991 鹿毛           | Alzao              | Lyphard            | Lyphard          |
| 父 タイムパラドックス 1998 栗毛 | 父の母*ジョリーザザ Jolie Zaza 1991 鹿毛           | Alzao              | Lady Rebecca       |                  |
| 父 タイムパラドックス 1998 栗毛 | 父の母*ジョリーザザ Jolie Zaza 1991 鹿毛           | Bold Lady          | *ボールドラッド    | *ボールドラッド  |
| 父 タイムパラドックス 1998 栗毛 | 父の母*ジョリーザザ Jolie Zaza 1991 鹿毛           | Bold Lady          | Tredam             |                  |
| 母 ヒノデモンテローザ 1996 鹿毛 | 母の父マルゼンスキー 1974 鹿毛                     | Nijinsky II        | Northern Dancer    | Northern Dancer  |
| 母 ヒノデモンテローザ 1996 鹿毛 | 母の父マルゼンスキー 1974 鹿毛                     | Nijinsky II        | Flaming Page       |                  |
| 母 ヒノデモンテローザ 1996 鹿毛 | 母の父マルゼンスキー 1974 鹿毛                     | *シル              | Buckpasser         | Buckpasser       |
| 母 ヒノデモンテローザ 1996 鹿毛 | 母の父マルゼンスキー 1974 鹿毛                     | *シル              | Quill              |                  |
| 母 ヒノデモンテローザ 1996 鹿毛 | 母の母シルビアワン 1986 鹿毛                       | *キャタオラ        | Never Bend         | Never Bend       |
| 母 ヒノデモンテローザ 1996 鹿毛 | 母の母シルビアワン 1986 鹿毛                       | *キャタオラ        | Silent Beauty      |                  |
| 母 ヒノデモンテローザ 1996 鹿毛 | 母の母シルビアワン 1986 鹿毛                       | ヒメアサヒ         | *スノッブ          | *スノッブ        |
| 母 ヒノデモンテローザ 1996 鹿毛 | 母の母シルビアワン 1986 鹿毛                       | ヒメアサヒ         | *タボラ            |                  |
| 母系(F-No.)                     | タボラ系(FN:13-c)                                  | タボラ系(FN:13-c)  | タボラ系(FN:13-c)  | [ § 3 ]          |
| 5代内の近親交配                 | Northern Dancer5×5                                 | Northern Dancer5×5 | Northern Dancer5×5 | [ § 4 ]          |
| 出典                            | 1. 2. 3. 4.                                        | 1. 2. 3. 4.        | 1. 2. 3. 4.        | 1. 2. 3. 4.      |

- 全弟に2016年かきつばた記念、東海菊花賞、園田チャレンジカップ、園田ウインターカップ勝ち馬のトウケイタイガーがいる。